# Chiese acattoliche di Trieste
A Trieste sono numerose le comunità di fede acattolica. Alcune di queste sono presenti in città da molti secoli, altre si sono insediate o rafforzate nel 1700 con la proclamazione del porto franco e l'emissione da parte dei regnanti d'Austria delle patenti (Patente di tolleranza), improntate a larga tolleranza nei confronti delle religioni non cattoliche, in modo da favorire l'insediamento di commercianti provenienti da varie parti d'Europa e del Mediterraneo; altre sono ancora in formazione a seguito dei recenti fenomeni di immigrazione.

## Principali edifici
I principali edifici di culto di queste comunità sono:

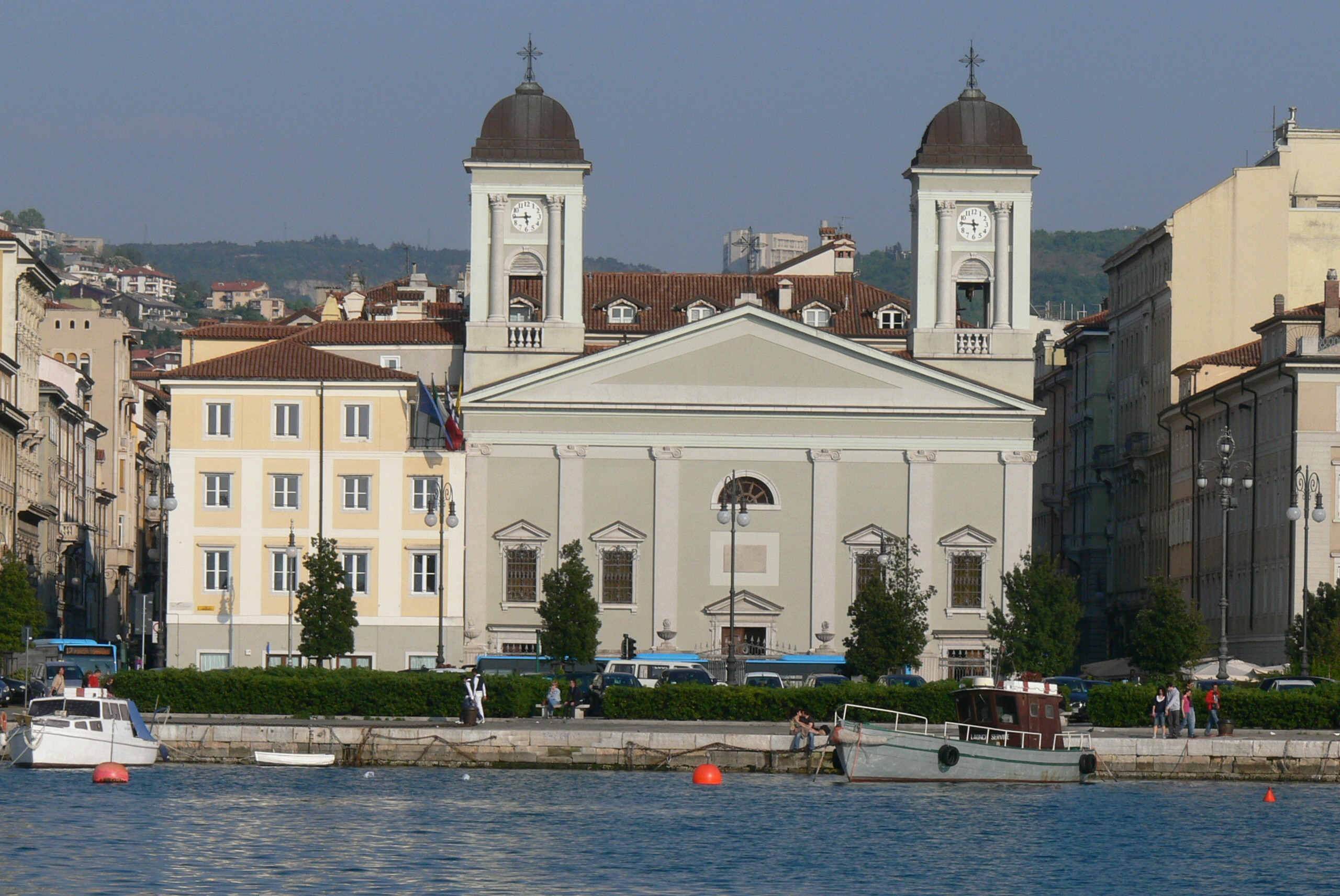
San Nicolò dei Greci

- Chiesa di San Nicolò dei Greci - Comunità greco-ortodossa. Si trova in riva Tre novembre. Ha una facciata neoclassica e fu costruita tra il 1784 ed il 1795, ma fu consacrata ed utilizzata già nel 1787, prima dell'ultimazione dei lavori. La facciata fu successivamente abbellita ad opera dell'architetto Matteo Pertsch nel 1818-1821.

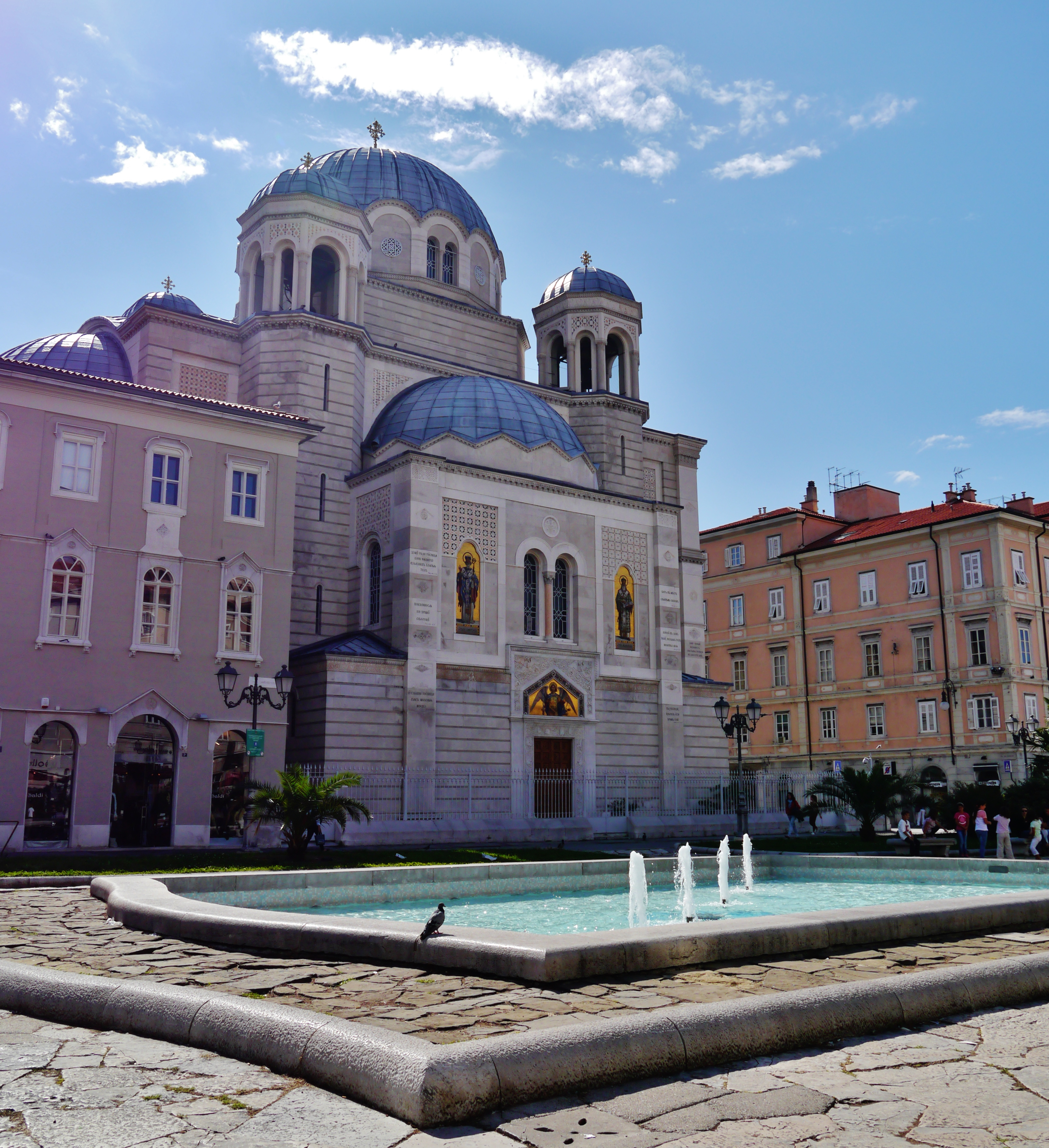
San Spiridone

- Chiesa di San Spiridione - Comunità serbo-ortodossa. Si trova in via San Spiridione. In stile neobizantino, fu costruita nel 1861-1885 ad opera dell'architetto Carlo Maciachini, ma fu benedetta già nel 1869. Sorge nel luogo della preesistente chiesa di San Spiridione del 1753.
- Chiesa luterana - Comunità evangelica luterana di confessione augustana. Si trova in largo Odorico Panfili. In stile neogotico, fu progettata dall'architetto Carl Johann Christian Zimmermann, e realizzata dagli architetti Giovanni Andrea Berlam, Giovanni Scalmanini e Brisco. Iniziata nel 1871, fu inaugurata il primo novembre 1874.
- Basilica del Cristo Salvatore già di San Silvestro - Chiesa riformata di Confessione elvetica. Si trova in via del Collegio. In stile romanico, è una delle chiese più antiche di Trieste, probabilmente del 1100. Fu acquistata dalla Comunità evangelica riformata di Confessione elvetica di Trieste nel 1786[1] e fino al 2020 fu utilizzata anche dalla locale Chiesa evangelica valdese.
- Chiesa di Cristo - Comunità anglicana. Si trova in via San Michele. In stile neoclassico, è stata costruita nel 1829 dalla numerosa comunità di commercianti britannici allora residenti. Donata al Comune di Trieste nel 1985 e completamente restaurata nel 1991, ospita una volta al mese le funzioni della comunità.

Vista l'importante presenza di molteplici confessioni religiose vi sono in città, oltre a quelli cattolici, anche diversi altri cimiteri civili (anglicano, evangelico, greco ortodosso, israelitico, maomettano, serbo ortodosso), di guerra militari (austro-ungarici) ed uno di guerra ex militare, ora civile (suddiviso in diverse zone: austro-ungarica, britannica, sovietica).

## Galleria d'immagini

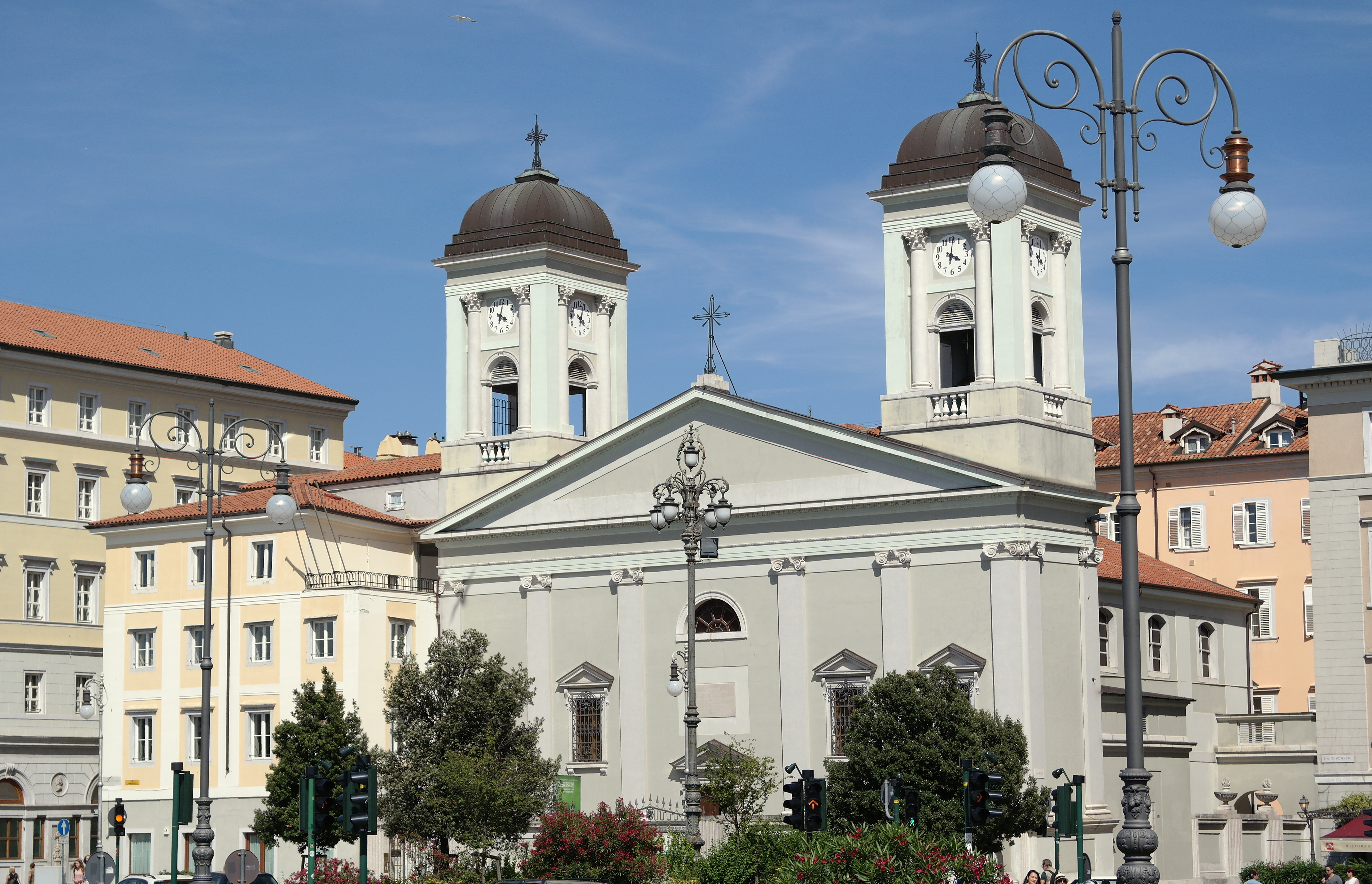
Chiesa greco-ortodossa
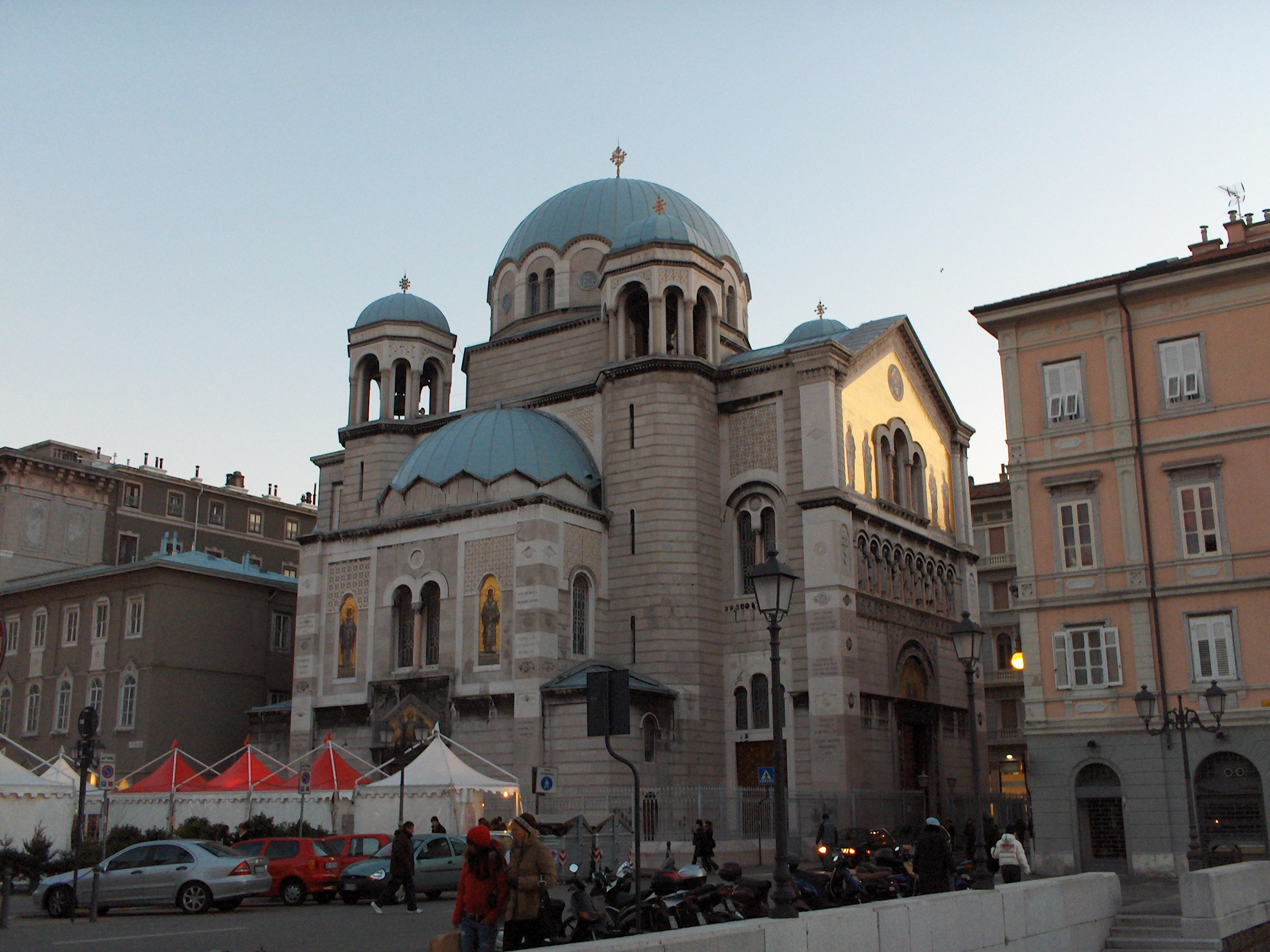
Chiesa serbo-ortodossa
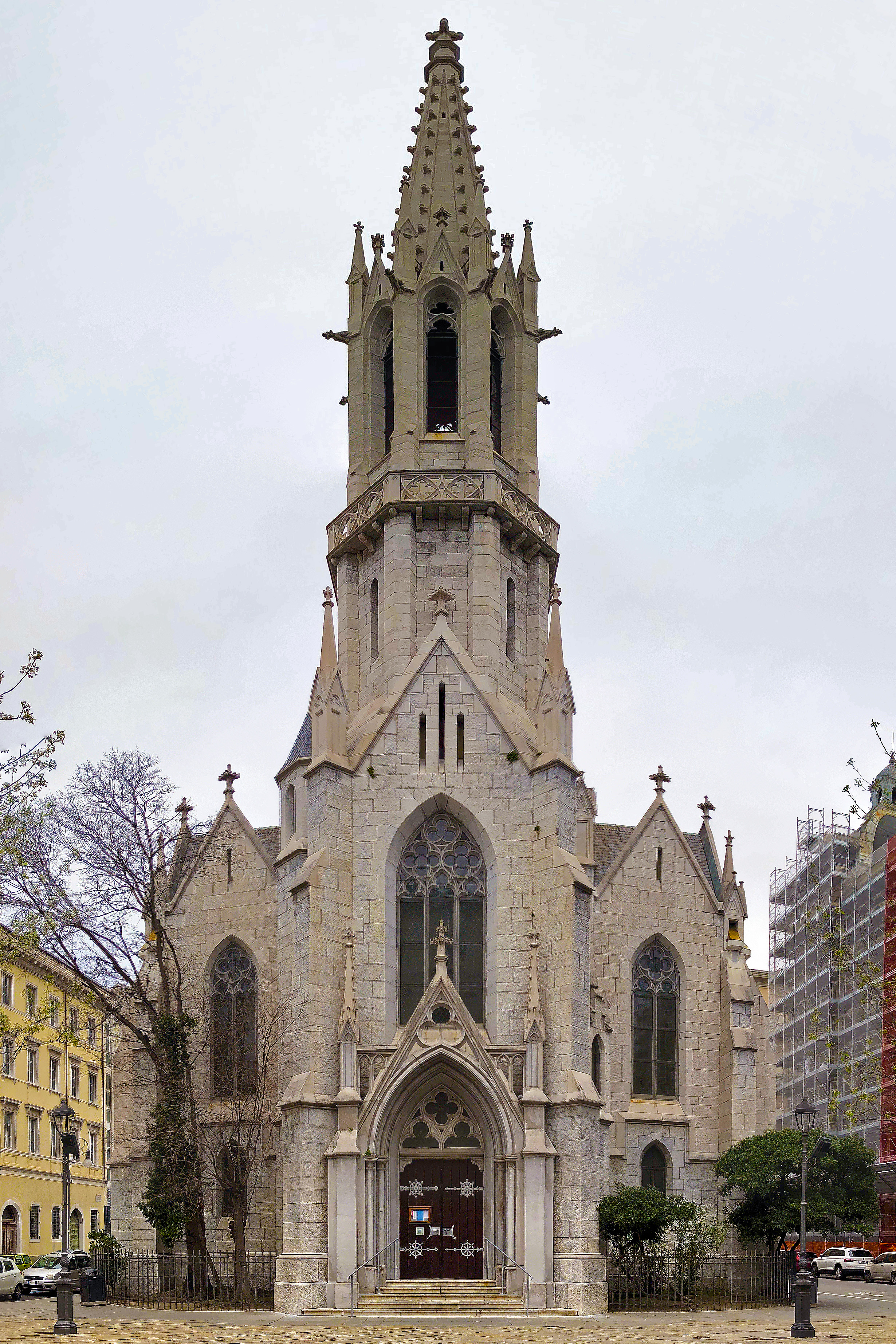
Chiesa luterana
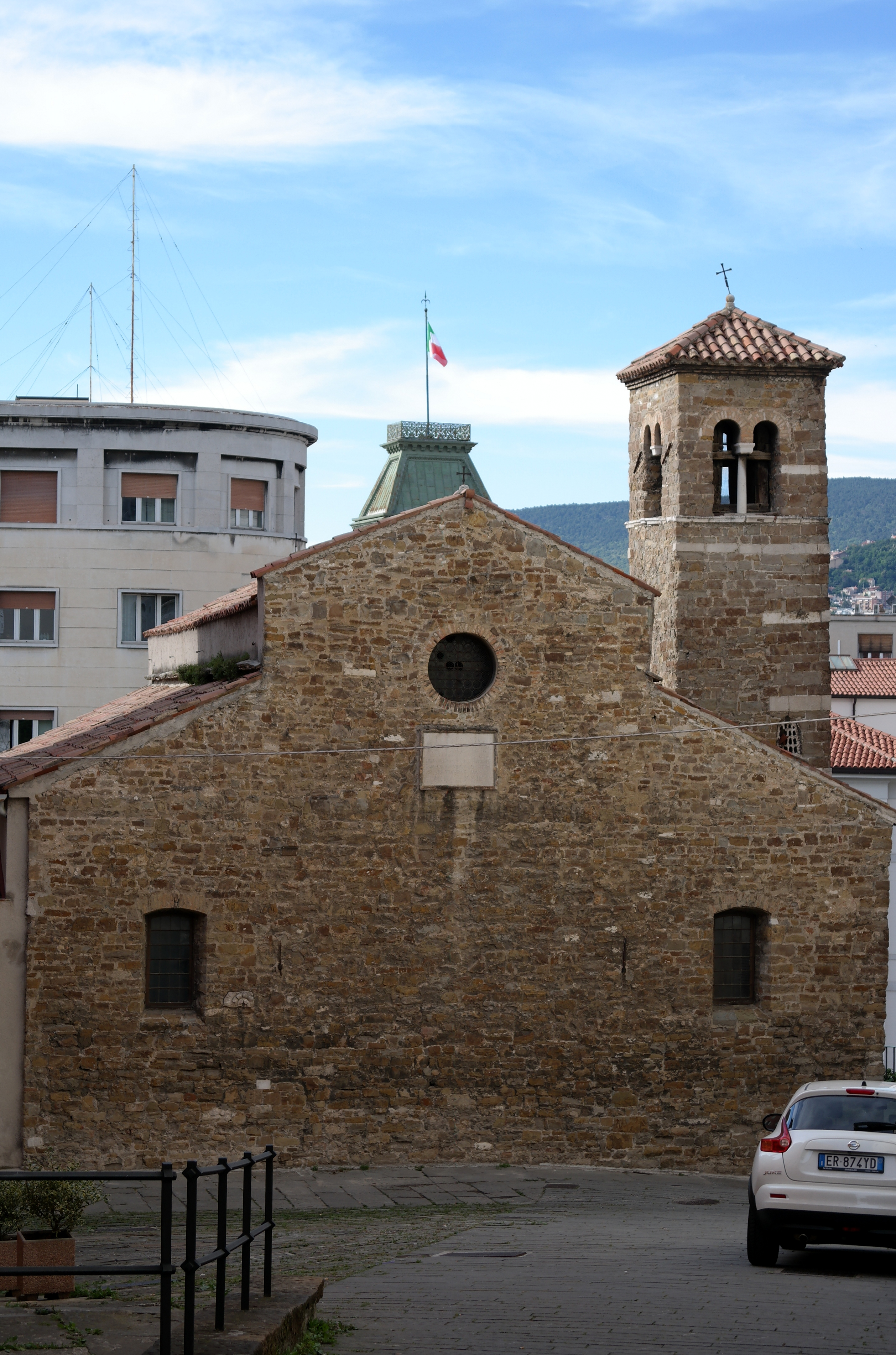
Chiesa elvetica-valdese
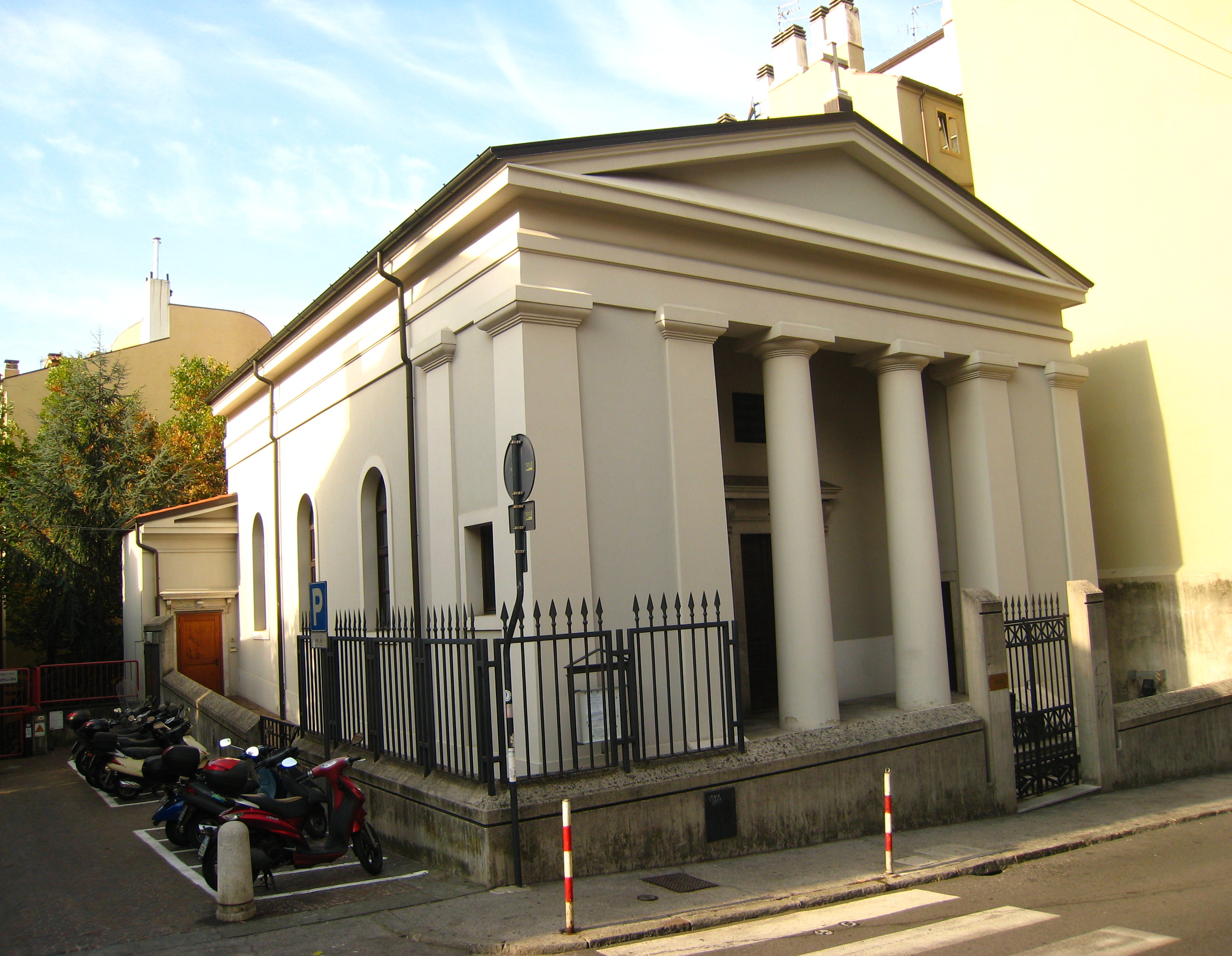
Chiesa anglicana